# Mansfield (Nueva York)
Mansfield es un pueblo ubicado en el condado de Cattaraugus en el estado estadounidense de Nueva York. En el año 2000 tenía una población de 800 habitantes y una densidad poblacional de 7.8 personas por km².

## Geografía
Mansfield se encuentra ubicado en las coordenadas 42°18′36″N 78°45′24″O / 42.31000, -78.75667.

## Demografía
Según la Oficina del Censo en 2000 los ingresos medios por hogar en la localidad eran de $36,420, y los ingresos medios por familia eran $37,500. Los hombres tenían unos ingresos medios de $27,614 frente a los $24,750 para las mujeres. La renta per cápita para la localidad era de $21,700. Alrededor del 8.0% de la población estaban por debajo del umbral de pobreza.